# Walter Grandpair
Walter Grandpair ist ein ehemaliger deutscher Oberstaatsanwalt der Staatsanwaltschaft Nürnberg-Fürth.

## Tätigkeit als Oberstaatsanwalt
Als Oberstaatsanwalt untersuchte Walter Grandpair seit 1998 die Fälle von während der Zeit der argentinischen Militärdiktatur verschwundenen Deutschen (Desaparecidos). Diese Fälle wurden von der Koalition gegen Straflosigkeit eingereicht, einem in Nürnberg ansässigen Zusammenschluss von Menschenrechts- und Nichtregierungsorganisationen, die sich gegen eine Amnestierung von Angehörigen der argentinischen Militärregierung 1976–1983 im Zusammenhang mit der Tötung und dem Verschwindenlassen deutscher Staatsangehöriger wendet sowie deren Verurteilung vor einem bundesdeutschen Gericht anstrebt. Grandpair untersuchte auch die Fälle der verschwundenen Gewerkschafter von Mercedes-Benz Argentinien, sowie das Verschwindenlassen von Kindern einiger zur Zeit des Nationalsozialismus aus Deutschland geflüchteter Juden.
Seine Auslieferungsanträge und darauf basierende internationale Haftbefehle des Amtsgerichts Nürnberg-Fürth gegen Mitglieder der argentinischen Militärjunta, General Jorge Videla, Admiral Emilio Massera und General Guillermo Suárez Mason, in den Jahren 2001 bis 2003 wegen der Ermordung zweier junger Deutscher, Elisabeth Käsemann und Klaus Zieschank, haben einen großen Beitrag zur Aufhebung des Schlussstrichgesetzes in Argentinien geleistet. Dabei hat er mit großem Engagement mit anderen Staatsanwälten und Richter in Italien und Spanien (Baltasar Garzón) zusammengearbeitet.
Im Berufungsverfahren gegen den Erlanger Holocaustleugner Johannes Lerle wegen Volksverhetzung vertrat Walter Grandpair vor dem Landgericht Nürnberg-Fürth die Anklage.

## Politischer Aktivismus
Grandpair ist auch als Unterstützer der antifaschistischen Initiative „Recht gegen Rechts“ des Kreisjugendrings Nürnberg in Erscheinung getreten.